# Le Charme discret des hommes
Pour plus de détails, voir Fiche technique et Distribution.
Le Charme discret des hommes (Η διακριτική γοητεία των αρσενικών, I diakritiki goitia ton arsenikon) est un film grec réalisé par Ólga Maléa et sorti en 1999.

## Synopsis
Aimilia, 32 ans, courtier en bourse, passe son temps à draguer mais ne réussit jamais à ramener un homme chez elle. Sa sœur, Laoura, une gymnaste de 30 ans, a une liaison avec un homme marié, Dimosthenis. La plus jeune sœur, Elena, une architecte de 23 ans, multiplie les aventures, mais sans lendemain. Régulièrement, les sœurs se retrouvent, par groupe de deux, pour intervenir dans la vie sentimentale de la troisième. Elena et Aimilia essayent de séparer Laoura de son homme marié et de la pousser dans les bras d'un photographe amoureux d'elle, Tasos. Laoura et Elena essayent d'éloigner Aimilia d'un autre courtier qui ne sera jamais qu'un ami, mais aussi du médecin Dimitris qu'elle fait fuir par son insistance. Enfin, Laoura et Aimilia essayent d'éloigner Elena de Johnny qui profite d'elle en l'emmenant dans des soirées échangistes et tentent de la pousser dans les bras du beau policier Christos. Aucun des projets ne réussit et chaque sœur se retrouve à devoir régler seule ses problèmes.

## Fiche technique
- Titre : Le Charme discret des hommes
- Titre original : Η διακριτική γοητεία των αρσενικών (I diakritiki goitia ton arsenikon)
- Réalisation : Ólga Maléa
- Scénario : Ólga Maléa et Apostolos Alexopoulos
- Direction artistique :
- Décors : Afroditi Skinner
- Costumes : Vasso Tranidou
- Photographie : Platon Andronidis
- Son : Nikos Papadimitriou
- Montage : Giorgos Mavrosparidis
- Musique : Stefanos Korkolis
- Production :  Attika S.A et Programme MEDIA de la Communauté européenne
- Pays d'origine :  Grèce
- Langue : grec
- Format :  Couleurs
- Genre : Comédie
- Durée : 90 minutes
- Dates de sortie : 13 novembre 1999 (Festival international du film de Thessalonique 1999)

## Distribution
- Natalia Dragoumi
- Leda Matsaggou
- Natalia Stylianou